# Craspedosis brachytona
Craspedosis brachytona är en fjärilsart som beskrevs av Louis Beethoven Prout 1926. Craspedosis brachytona ingår i släktet Craspedosis och familjen mätare. Inga underarter finns listade i Catalogue of Life.